# Andrea Alciati

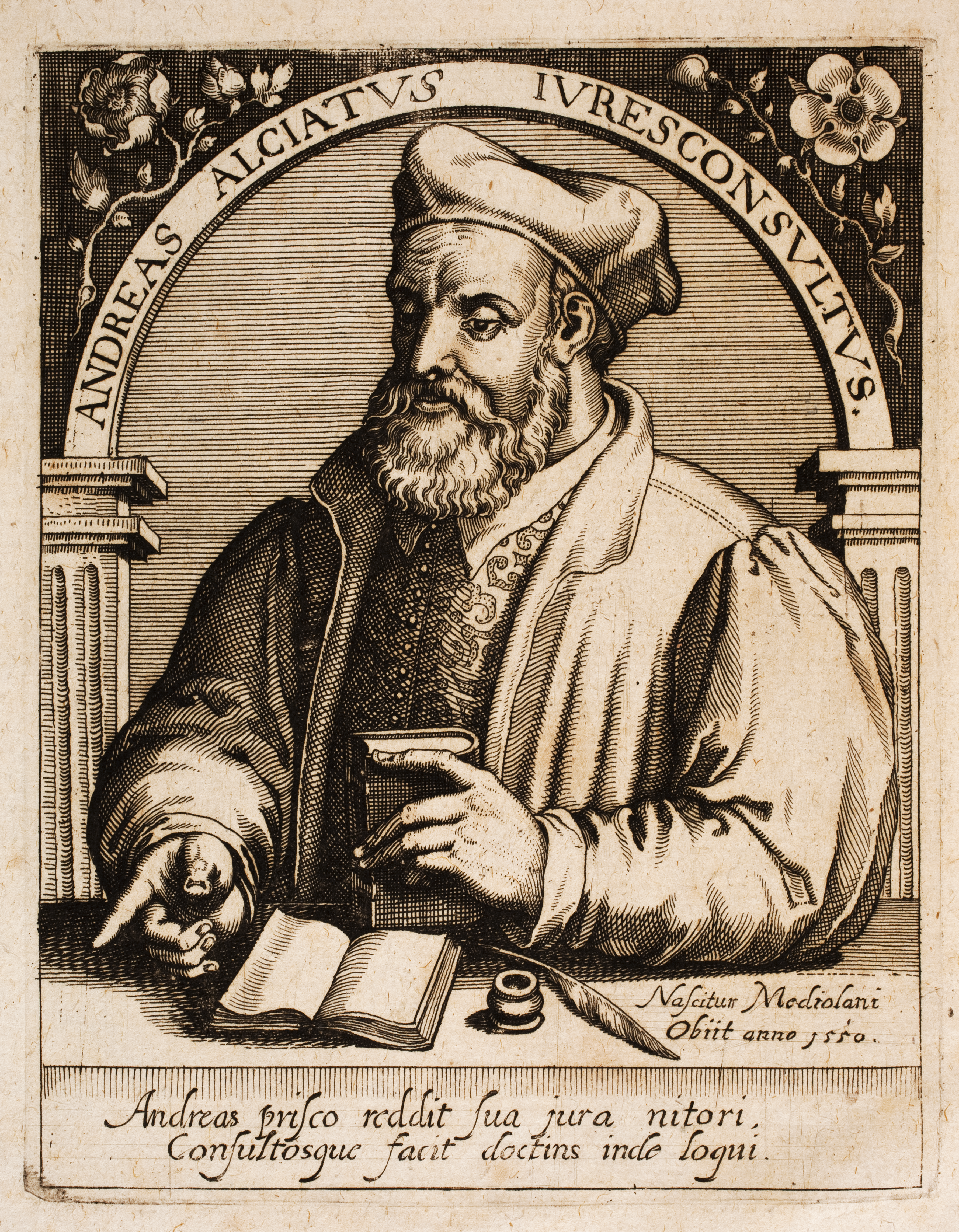
Andrea Alciati.

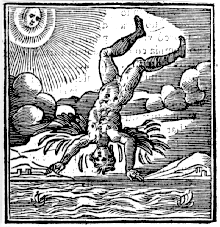
”Ikaros” ur Andrea Alciatis Emblematum liber.

Andrea Alciati, även Alciato, född 8 maj 1492 i Milano, död 12 januari 1550 i Pavia, var en italiensk jurist, författare och en av sin tids väl kända humanist.
Alciati är mest känd för sina epigram och för att ha publicerat en bok i ämnet emblematik, Emblematum liber 1531.